# Wiktor Konopko
Niektóre z zamieszczonych tu informacji od 2022-05 wymagają weryfikacji.
Dokładniejsze informacje o tym, co należy poprawić, być może znajdują się w dyskusji tego artykułu.
 Po wyeliminowaniu niedoskonałości należy usunąć szablon [[Szablon:Dopracować|]] z tego artykułu.
Wiktor Konopko ps. Grom (ur. 20 września 1913 w Szczuczynie, poległ 8/9 września 1944 pod Grzędami) – rotmistrz Wojska Polskiego. 

## Życiorys
Ojciec jego poległ biorąc udział w wojnie z bolszewikami 1920 r. W związku z tym jego syn otrzymał prawo do bezpłatnej nauki w Korpusie Kadetów w Rawiczu. Wiktor Konopko skorzystał z tej możliwości i w 1929 roku skończył Korpus Kadetów Nr 3 w Rawiczu, wybierając zawodową służbę wojskową . 
Od 1933 roku pełnił służbę w 9 pułku strzelców konnych w Grajewie, w którym ukończył pułkową szkołę podoficerską. We wrześniu 1937 roku rozpoczął naukę w Szkole Podchorążych dla Podoficerów w Bydgoszczy .
Wziął udział w kampanii wrześniowej 1939 r. przechodząc cały szlak bojowy 9 pułku strzelców konnych aż do Kocka. Po bitwie pod Kockiem został awansowany do stopnia podporucznika .
Uniknął niewoli niemieckiej i powrócił w rodzinne strony, gdzie rozpoczął działalność konspiracyjną. Wiosną 1943 r. został skierowany przez „Mścisława” na stanowisko II zastępcy komendanta obwodu. W marcu 1944 r. objął stanowisko komendanta Obwodu AK Grajewo wchodzącego w skład Inspektoratu Łomżyńskiego Armii Krajowej . 
W ramach Akcji Burza przeprowadził koncentrację 9 pułku strzelców konnych AK na terenach byłej miejscowości Grzędy (spacyfikowanej w 1943 r.) położonej w obrębie rezerwatu Czerwone Bagno i poprowadził pułk do ostatniej bitwy z Niemcami 8/9 września 1944 r., w której poległ.